# Bataille de Vimeiro
Guerre d'indépendance espagnole
Batailles
- Dos de Mayo
- Tolède
- Bruc
- Valdepeñas
- Pont d'Alcolea
- Port de Cadix
- Olhão
- Cabezón
- Gérone (1er)
- Saragosse (1er)
- Valence (1er)
- Medina de Rioseco
- Bailén
- Gérone (2e)
- Évora
- Roliça
- Vimeiro

La bataille de Vimeiro qui eut lieu, pendant la Guerre d'Espagne et du Portugal, se déroula le 21 août 1808 près du village de Vimeiro (pron.IPA [vi'meiru]), sur la route de Lisbonne au Portugal, et opposa les Britanniques du général Arthur Wellesley de Wellington, aux Français du général Jean-Andoche Junot. Cette bataille met fin à la première invasion française du Portugal.

## Forces en présence
Les troupes britanniques sont évaluées à 18 760 soldats, sous-officiers et officiers, et 18 canons.
Le détachement portugais est évalué à 2 585 soldats, sous-officiers et officiers.
Les troupes françaises sont évaluées à 8 300 soldats d'infanterie, 2 100 grenadiers de réserve, 1 950 cavaliers et 700 canonniers.

## Déroulement de la bataille

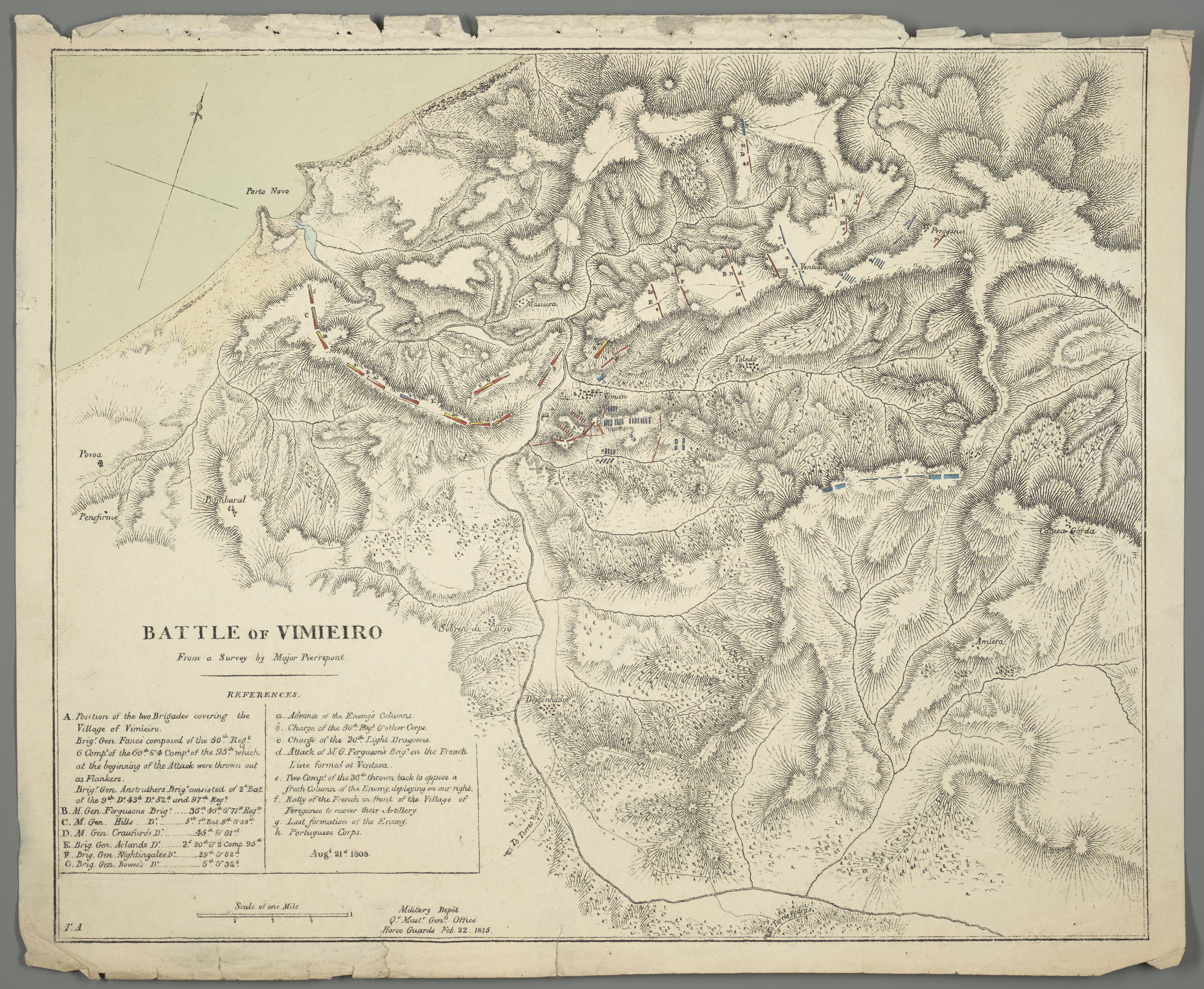
Carte de la bataille de Vimeiro.

Quatre jours après la bataille de Roliça, les forces de Wellesley, qui comprenaient alors 17 000 hommes, furent attaquées par l'armée française de Junot.
Vimeiro commença comme une bataille de mouvements.
Les Français tentèrent de prendre de flanc la gauche britannique, mais Wellesley sut redéployer son armée afin de faire face à l'assaut. Pendant ce temps, Junot lança deux colonnes vers le centre britannique, mais celles-ci furent contraintes de se replier sous les salves continues des troupes déployées en lignes.
La tactique française consistait alors à lancer des colonnes compactes à l'assaut, comme on lance un buttoir, pour défoncer les lignes ennemies en enlevant la position à la baïonnette. Cette formation présentait toutefois l'inconvénient d'offrir une cible optimale aux salves de mousqueterie et à la mitraille des canons ennemis, et de boucher le champ de tir des assaillants à partir du troisième rang.
En face, la tactique britannique consistait — en l'absence de menace sérieuse de la cavalerie ennemie, auquel cas on prévoyait aussi l'ordre compact —, à attendre l'assaut en déployant les troupes en ordre peu serré sur trois rangs, afin d'offrir un bon angle de tir à tous les soldats, qui pouvaient non seulement viser le front de la colonne ennemie, mais grâce au large déploiement harceler aussi ses flancs.
Les soldats britanniques étaient entraînés à tirer et recharger au moins trois à quatre fois à la minute. Cette tactique permettait au second rang, puis au troisième de passer au premier rang pour décharger ses armes, pendant que le premier rang rechargeait les siennes, et ainsi de suite, délivrant un feu roulant continu. Bien que le bilan des pertes montre que tous les tirs n'atteignaient pas une cible — la visibilité devenait difficile dès après la première salve —, ce feu roulant avait un effet dévastateur sur le moral des colonnes car il provoquait une hécatombe dans leurs premiers rangs, et tous les assaillants devaient enjamber les morts et les blessés pour poursuivre l'assaut. Les mousquets de l'époque, à canon lisse, perdaient toute précision au-delà de 50 à 60 mètres, faisant de ce genre d'assaut une course de vitesse entre la progression des colonnes dans les derniers 100 mètres et la capacité des défenseurs à maintenir un feu roulant meurtrier. Au fil de leur avancée, les Anglo-Portugais s'emparèrent de 21 pièces d'artillerie ennemies, tuèrent et blessèrent de nombreux Français, parmi lesquels les généraux Brenier et Arnaud. Le premier, blessé, tomba et fut capturé par un sergent et un cadet portugais.
Peu de temps après, les attaques de flanc étaient repoussées et Junot battit en retraite vers Torres Vedras après avoir perdu 2 000 hommes (1 200 morts et 800 prisonniers) et 13 canons et 8 pièces d'artillerie, à comparer à 700 hommes perdus par les Britanniques. Aucune poursuite ne fut entreprise car le commandement avait été repris par le général Hew Dalrymple et le général Harry Burrard (le second étant arrivé pendant la bataille et le premier peu après). C'est Burrard qui interdit à Wellesley de poursuivre Junot.

## Capitulation française
- Après cette défaite décisive, Junot se résigna à proposer une capitulation sans conditions. Néanmoins, Dalrymple accorda aux Français des conditions bien plus généreuses que celles qu'ils auraient pu espérer.
- Par la Convention de Sintra, l'armée vaincue fut transportée en France par la marine britannique, au complet, avec ses canons et équipements et même le butin qu'elle avait pris au Portugal.
- La convention de Sintra provoqua de violentes contestations du commandement portugais et un mouvement d'indignation massif en Grande-Bretagne, et à la suite d'une enquête officielle, Dalrymple et Burrard furent blâmés. Wellesley, qui s'était opposé à l'accord, bénéficia d'un non-lieu.